# زابتا
زابتا (بالإنجليزية: Zapata)‏ هي مدينة أمريكية تقع في ولاية تكساس.تبلغ مساحة هذه المدينة 20 (كم²)،ويبلغ عدد سكانها 5089 نسمة حسب إحصاء سنة 2010 م. تشير إحصاءات سنة 2000م بأن الكثافة السكانية في هذه المدينة تقدر بـ(243.2) نسمة/كم2.

## المناخ علي مدار السنة
يظهر الجدول التالي التغييرات المناخية على مدار السنة لزابتا:
| البيانات المناخية لـزابتا         | البيانات المناخية لـزابتا | البيانات المناخية لـزابتا | البيانات المناخية لـزابتا | البيانات المناخية لـزابتا | البيانات المناخية لـزابتا | البيانات المناخية لـزابتا | البيانات المناخية لـزابتا | البيانات المناخية لـزابتا | البيانات المناخية لـزابتا | البيانات المناخية لـزابتا | البيانات المناخية لـزابتا | البيانات المناخية لـزابتا | البيانات المناخية لـزابتا |
| الشهر                             | يناير                     | فبراير                    | مارس                      | أبريل                     | مايو                      | يونيو                     | يوليو                     | أغسطس                     | سبتمبر                    | أكتوبر                    | نوفمبر                    | ديسمبر                    | المعدل السنوي             |
| --------------------------------- | ------------------------- | ------------------------- | ------------------------- | ------------------------- | ------------------------- | ------------------------- | ------------------------- | ------------------------- | ------------------------- | ------------------------- | ------------------------- | ------------------------- | ------------------------- |
| الدرجة القصوى °ف (°م)             | 98 (37)                   | 101 (38)                  | 105 (41)                  | 111 (44)                  | 114 (46)                  | 116 (47)                  | 113 (45)                  | 114 (46)                  | 111 (44)                  | 104 (40)                  | 98 (37)                   | 95 (35)                   | 116 (47)                  |
| متوسط درجة الحرارة الكبرى °ف (°م) | 70.1 (21.2)               | 74.1 (23.4)               | 82.8 (28.2)               | 89.3 (31.8)               | 94.0 (34.4)               | 98.0 (36.7)               | 99.3 (37.4)               | 99.6 (37.6)               | 94.0 (34.4)               | 87.3 (30.7)               | 78.2 (25.7)               | 70.4 (21.3)               | 86.4 (30.2)               |
| المتوسط اليومي °ف (°م)            | 58.4 (14.7)               | 61.8 (16.6)               | 70.0 (21.1)               | 76.7 (24.8)               | 82.3 (27.9)               | 86.1 (30.1)               | 87.2 (30.7)               | 87.4 (30.8)               | 82.8 (28.2)               | 75.7 (24.3)               | 66.7 (19.3)               | 58.8 (14.9)               | 74.5 (23.6)               |
| متوسط درجة الحرارة الصغرى °ف (°م) | 46.7 (8.2)                | 49.5 (9.7)                | 57.1 (13.9)               | 64.1 (17.8)               | 70.5 (21.4)               | 74.3 (23.5)               | 75.2 (24.0)               | 75.1 (23.9)               | 71.5 (21.9)               | 64.2 (17.9)               | 55.1 (12.8)               | 47.3 (8.5)                | 62.6 (17.0)               |
| أدنى درجة حرارة °ف (°م)           | 13 (−11)                  | 22 (−6)                   | 22 (−6)                   | 38 (3)                    | 50 (10)                   | 50 (10)                   | 42 (6)                    | 64 (18)                   | 45 (7)                    | 30 (−1)                   | 31 (−1)                   | 15 (−9)                   | 13 (−11)                  |
| الهطول إنش (مم)                   | 0.8 (20)                  | 0.9 (23)                  | 0.6 (15)                  | 1.5 (38)                  | 2.5 (64)                  | 2.1 (53)                  | 1.8 (46)                  | 1.7 (43)                  | 4.4 (110)                 | 1.6 (41)                  | 1.1 (28)                  | 0.7 (18)                  | 19.7 (499)                |
| المصدر:                           |                           |                           |                           |                           |                           |                           |                           |                           |                           |                           |                           |                           |                           |